# Bree Turner

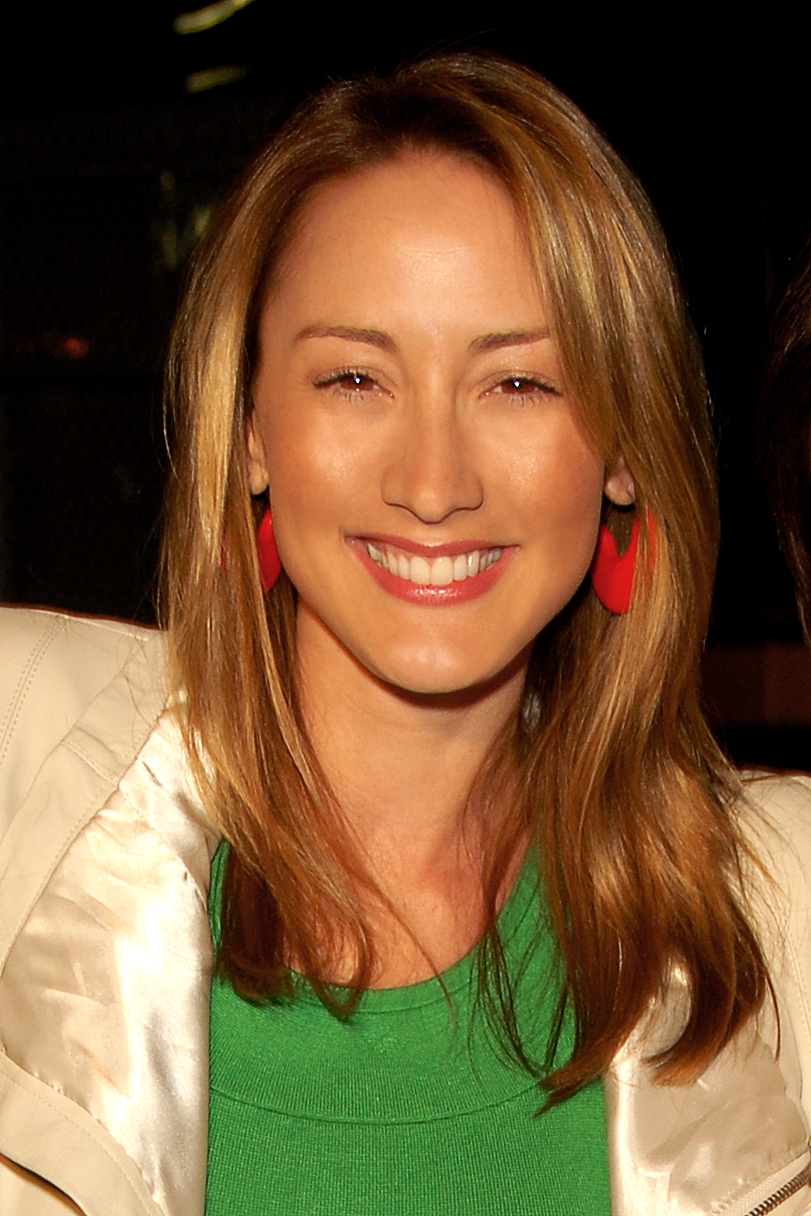
Bree Turner (2009)

Bree Nicole Turner (* 10. März 1977 in Palo Alto, Kalifornien) ist eine US-amerikanische Schauspielerin.

## Leben
Bree Nicole Turner wurde als Tochter des ehemaligen American-Football-Spielers Kevin Turner geboren, der unter anderem Linebacker bei den New York Giants, Washington Redskins und den Cleveland Browns war. Sie besuchte die Monte Vista High School und studierte am King’s College London und der UCLA. Ihre erste Sprechrolle hatte sie in der Komödie Rent a Man – Ein Mann für gewisse Sekunden.

## Filmografie (Auswahl)

### Film
- 1999: Rent a Man – Ein Mann für gewisse Sekunden (Deuce Bigalow: Male Gigolo)
- 2000: True Vinyl – Voll aufgelegt! (True Vinyl)
- 2001: American Pie 2
- 2001: Wedding Planner – Verliebt, verlobt, verplant (The Wedding Planner)
- 2002: Das sexte Semester (Sorority Boys)
- 2003: Special Breakfast Eggroll: 99¢
- 2004. Das perfekte Paar (Perfect Opposites)
- 2004: Girls United Again (Bring It on Again)
- 2005: Reborn – The New Jekyll + Hyde (Jekyll + Hyde)
- 2006. The TV Set
- 2006: Zum Glück geküsst (Just My Luck)
- 2007: Rexx, der Feuerwehrhund (Firehouse Dog)
- 2008: Das Jahr, in dem wir uns kennenlernten (The Year of Getting to Know Us)
- 2009: Die nackte Wahrheit (The Ugly Truth)
- 2010: Dancing Ninja
- 2012: Jewtopia
- 2012: Smashed
- 2019: I'm F%$#ing Fine (Kurzfilm)
- 2020: Me Too Nice (Kurzfilm)
- 2020: Glass Houses (Fernsehfilm)

### Serie
- 1999: Undressed – Wer mit wem? ((MTV’s) Undressed, 17 Folgen)
- 2000–2001: Moesha (vier Folgen)
- 2002: Chaos City (Spin City, zwei Folgen)
- 2003: Cold Case – Kein Opfer ist je vergessen (Cold Case, zwei Folgen)
- 2004: Good Girl’s Dont (acht Folgen)
- 2005: Masters of Horror (Folge 1x01 Incident On And Off A Mountain Road)
- 2008: Ghost Whisperer – Stimmen aus dem Jenseits (Ghost Whisperer, Folge 4x10)
- 2010: Rules of Engagement (Folge 5x10)
- 2011: Raising Hope (Folge 2x02)
- 2012: The Mentalist (Folge 4x12)
- 2012–2017: Grimm (99 Folgen)
- 2018: 9-1-1: Notruf L.A. (9-1-1, Folge 1x08)
- 2020: Quarantine (vier Folgen)